# Lední hokej na hrách jihovýchodní Asie
Lední hokej na hrách jihovýchodní Asie se hrál na dvou ročnících. Jelikož zařazované sporty si určují pořadatelské země, je lední hokej součástí her, pokud jsou pořádány v zemi, která je schopná postavit svůj tým.  Poprvé byl zařazen v roce  2017 v malajském Petaling Jaya a podruhé o dva roky později v roce 2019 ve filipínském Pasay.

## Přehled jednotlivých turnajů
| Rok  | Pořadatel     | Účast | 1. místo | 2. místo | 3. místo | 4. místo | 5. místo  | 6. místo |
| ---- | ------------- | ----- | -------- | -------- | -------- | -------- | --------- | -------- |
| 2017 | Petaling Jaya | 5     | Filipíny | Thajsko  | Malajsie | Singapur | Indonésie | Ne       |
| 2019 | Pasay         | 5     | Thajsko  | Filipíny | Singapur | Malajsie | Indonésie | Ne       |

## Přehled medailí
| Pořadí | Stát     | Zlato | Stříbro | Bronz | Celkem |
| ------ | -------- | ----- | ------- | ----- | ------ |
| 1.     | Filipíny | 1     | 1       | 0     | 2      |
| 2.     | Thajsko  | 1     | 1       | 0     | 2      |
| 3.     | Malajsie | 0     | 0       | 1     | 1      |
| 4.     | Singapur | 0     | 0       | 1     | 1      |

## Přehled zúčastněných zemí
| země      | 2017 | 2019 | Počet účastí |
| --------- | ---- | ---- | ------------ |
| Filipíny  | 1    | 2    | 2            |
| Thajsko   | 2    | 1    | 2            |
| Malajsie  | 3    | 4    | 2            |
| Singapur  | 4    | 3    | 2            |
| Indonésie | 5    | 5    | 2            |